# Raad van Politie (Guyana)

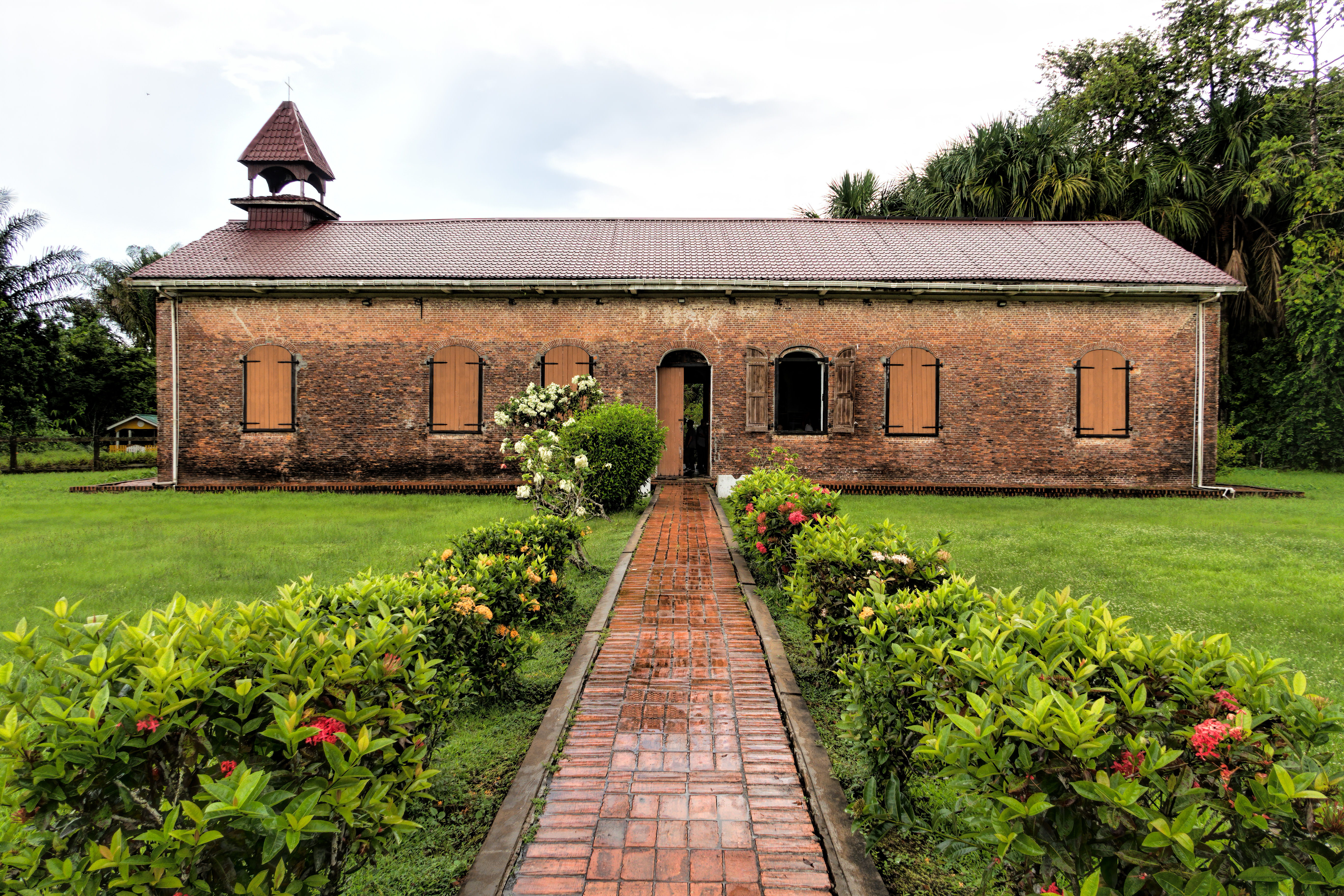
De Raad van Politie van Essequebo op Forteiland

De Raad van Politie (Engels: Court of Policy) was de wetgevende macht in de koloniën Essequebo en Demerary van Nederlands-Guiana en diens opvolger Brits-Guiana in het huidige Guyana. De Raad van Politie heeft bestaan van 1718 tot 1891. Het werd vervangen door de Executive Council (Uitvoerende Raad).

## Geschiedenis
In 1718 werd de Raad van Politie en Justitie opgericht in Huist Nabi in de Nederlandse kolonie Essequebo. De raad bestond uit de Commandeur (Gouverneur), de Secretaris en twee plantagehouders die bij de West-Indische Compagnie waren aangesloten, en had tot taak de kolonie te besturen en recht te spreken. In 1732 kreeg de raad wetgevende macht. In 1739 werd de eerste grondwet aangenomen in Essequebo en werd de raad verplaatst van Huist Nabi naar Forteiland. Er werd een College van Kiezers, bestaande uit verkozen plantagehouders, opgericht die een adviserende rol had, en plantagehouders konden voordragen aan de Raad van Politie. In 1750 werd de raad gescheiden in de Raad van Politie voor de wetgevende macht en een Raad van Justitie voor de rechterlijke macht.
Rond 1752 werd op Forteiland een gebouw neergezet door Laurens Storm van 's Gravesande dat diende als kerk, vergaderzaal voor de Raad van Politie, en als slavenmarkt. Het gebouw werd later Raad van Politie (Court of Policy) genoemd. In 1772 werd een Raad van Politie opgericht in de kolonie Demerary. In 1787 werden de raden van Essequebo en Demarary gecombineerd tot één raad voor beide koloniën.

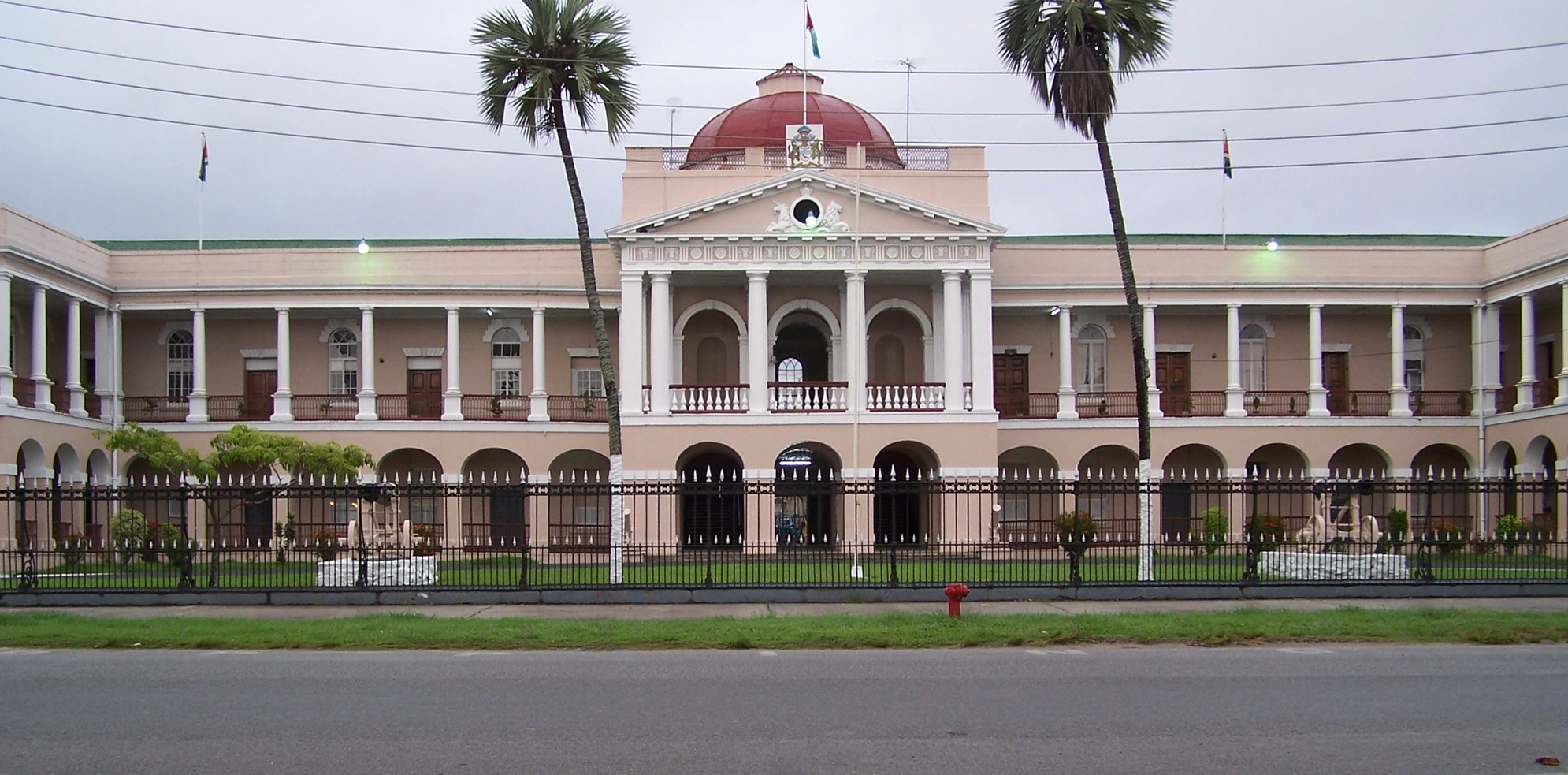
Parlementsgebouw van Guyana. Tussen 1834 en 1891 gebruikt door de Raad van Politie van Brits-Guiana

In 1803 werd Nederlands-Guiana veroverd door het Verenigd Koninkrijk. De regeringsstructuur werd niet veranderd, maar de Raad van Politie werd verplaatst naar Stabroek (nu: Georgetown). In 1812 werd het College van Kiezers afgeschaft en vervangen door de Gecombineerde Raad (Combined Court) bestaande uit de Raad van Politie en zes verkozen Financiële Vertegenwoordigers (Financial Representatives) wiens taak het was de financiën te beheren. De Gecombineerde Raad kon wetten blokkeren door geen geld toe te wijzen. Het gebouw in Georgetown werd in 1828 door brand verwoest, en werd vervangen door het huidige Parlementsgebouw dat dateert van 1834.
In 1831 werden de koloniën Demerary, Essequebo en Berbice samengevoegd tot Brits-Guiana. De Raad van Politie, Raad van Justitie en de Gecombineerde Raad bleven bestaan, en golden voor de gehele kolonie. In 1835 werd kiesrecht ingevoerd voor mannen die jaarlijks meer dan ƒ70,- belasting betaalden. In 1891 werd de eerste grondwet van Brits-Guiana aangenomen en werden de raden vervangen door de Executive Council (Uitvoerende Raad).

## Raad van Politiegebouw
Het gebouw op Forteiland bestaat nog steeds en is het oudste niet-militaire bouwwerk van Guyana. In 1995 werden de Raad van Politie en Fort Zeelandia voorgedragen aan de UNESCO, en staan op de voorlopige lijst voor het Werelderfgoed. In 1999 kregen beide gebouwen de status van nationaal monument. In 2007 werd de Dutch Heritage Museum, een museum over de Nederlandse geschiedenis van Guyana, geopend in de Raad van Politie.